# Cette folle jeunesse
Pour plus de détails, voir Fiche technique et Distribution.
Cette folle jeunesse ou Histoires romaines (titre original : Racconti romani) est un film franco-italien réalisé par Gianni Franciolini, sorti en 1955.
Le scénario est inspiré par le recueil de nouvelles Racconti romani (it) d'Alberto Moravia, publié en 1954 par Bompiani, et en 1957 en français — sous le titre Nouvelles romaines — par Flammarion.

## Synopsis
À Rome, dans les années cinquante, trois jeunes hommes, Mario, Alvaro et Otello essaient de commettre un cambriolage. Ils sont aidé par le professeur Semprini, qui se prétend être un grand intellectuel alors qu'en réalité, il exerce le métier d’éboueur après de l’avocat Mazzoni Baralla. Ce dernier va défendre le jeune trio lorsqu'ils se font arrêtés, après avoir été trompés par Semprini, qui exige d’eux un paiement pour avoir concocté le plan du larcin. 
Cela consiste à faire circuler de faux billets tout en se faisant passer pour des gardes de la brigade des mœurs de la commune Villa Borghèse. A leur grande surprise, ils sont acquittée et décident d'un commun accord dans retourner dans le droit chemin en reprenant leurs anciens emplois.

## Fiche technique
- Titre original : Racconti romani
- Titre français : Cette folle jeunesse ou Histoires romaines
- Réalisation : Gianni Franciolini
- Assistant-réalisateur : Paolo Heusch (premier assistant), Luciano Solaroli (second assistant), Paolo Spinola (second assistant)
- Scénario : Sergio Amidei, Agenore Incrocci, Alberto Moravia, Francesco Rosi et Furio Scarpelli
- Photographie : Mario Montuori
- Cadreur : Alfio Contini
- Montage : Adriana Novelli
- Musique : Mario Nascimbene
- Direction musicale : Franco Ferrara (chef d'orchestre)
- Décors : Aldo Tommasini
- Costumes : Beni Montresor
- Son : Mario Bartolomei
- Scripte : Liana Ferri
- Producteur : Niccolò Theodoli
- Assistant producteur : Alberto Giommarelli
- Directrice de production : Bianca Lattuada
- Société(s) de production : Cormoran Films, Industrie Cinematografiche Sociali (ICS)
- Société(s) de distribution : Diana Cinematografica (Italie, 1955), Movietime (mondiale, 1955), Cine Europa-Paradise Film Exchange (Canada, 1956), Gala Film Distributors (Royaume-Uni, 1956), Les Films Marceau (France, 1957)
- Pays d'origine :  Italie |  France
- Format : Couleur (Eastmancolor) — 35 mm — 2,35:1 — Son : Mono
- Métrage : 2 540 mètres
- Procédé cinématographique : CinemaScope
- Genre : Comédie à l'italienne
- Durée : 97 minutes (1 h 37)
- Dates de sortie : 
  -  Italie :  21 décembre 1955 (Turin, première) | 22 décembre 1955 (sortie nationale)
  -  Allemagne de l'Ouest : 8 juin 1956
  -  France : 4 septembre 1957
  -  Royaume-Uni : 22 mai 1958

## Distribution
- Antonio Cifariello : Otello
- Franco Fabrizi : Alvaro Latini
- Giovanna Ralli : Marcella
- Maurizio Arena : Mario
- Maria-Pia Casilio : Anita
- Mario Carotenuto : Vincenzo Servadoi
- Vittorio De Sica : Mazzoni Baralla
- Silvana Pampanini : Maria
- Totò : Professeur Semprini
- Anita Durante

## Autour du film
- Le film a été tourné à Rome, dans divers lieux emblématiques de la capitale italienne : l'escalier de la Trinité-des-Monts, la place d'Espagne, la colline du Pincio (au nord du Quirinal, dominant le Champ de Mars), la place Santa Maria in Trastevere, la piazza Navona (place Navone en français) ou encore le tout nouveau stade olympique construit en 1953 au cœur du Foro Italico au nord de Rome, en vue des Jeux olympiques d'été de 1960.